# Liebfrauenkirche (Sint-Niklaas)

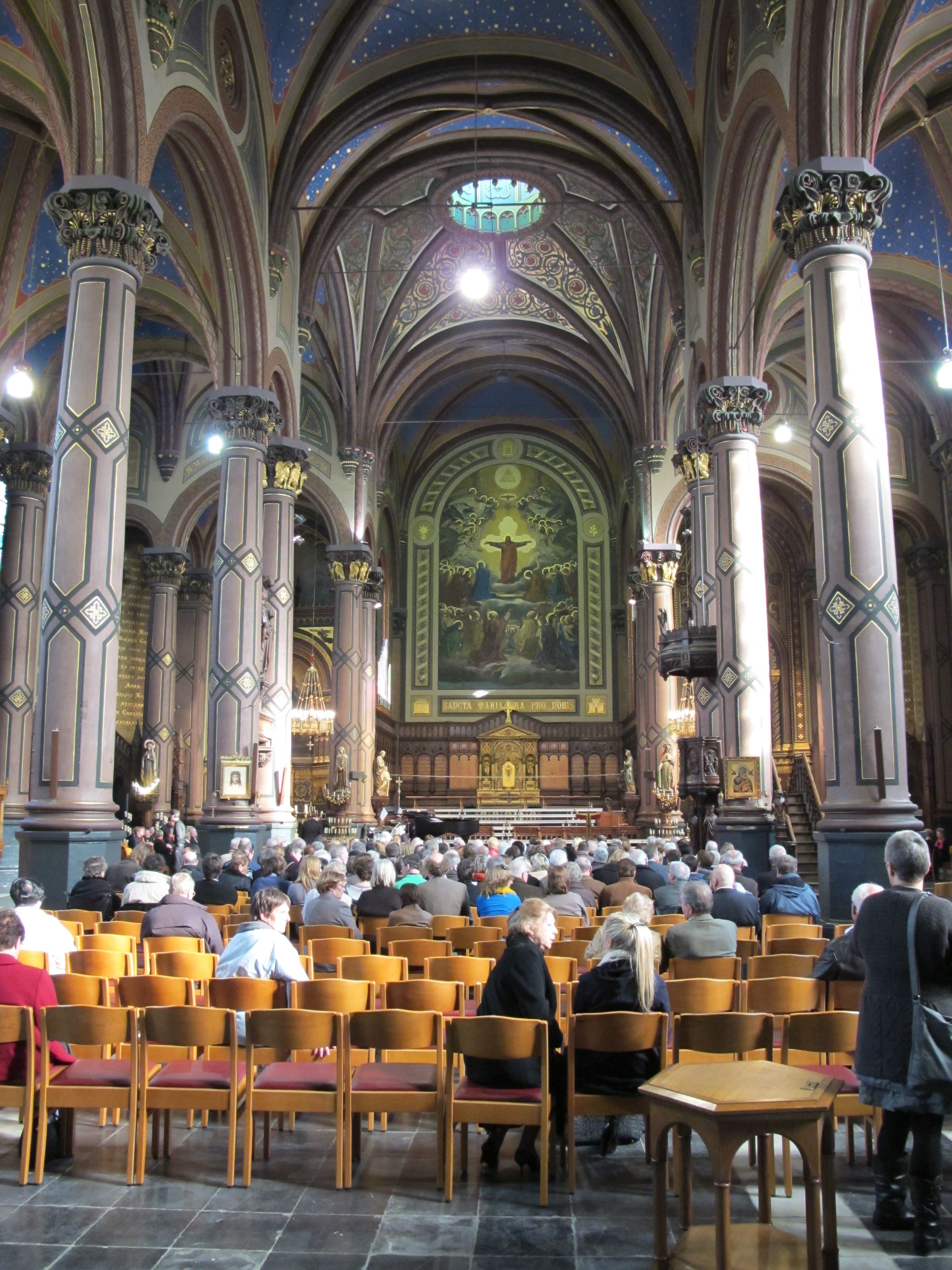
Liebfrauenkirche von innen

Die Kirche Unsere Liebe Frau von der Hilfe der Christen (Onze-Lieve-Vrouw-van-Bijstand-der-Christenenkerk) ist eine im Stil des  Historismus erbaute Kirche in der belgischen Stadt Sint-Niklaas. Die katholische dreischiffige Kreuzkirche wurde von dem Genter Stadtarchitekten Louis Roelandt (1786–1864) zusammen mit seinem Schüler Louis Van Overstraeten entworfen, von 1841 bis 1844 erbaut und danach auf das Patrozinium Maria, Hilfe der Christen geweiht. Die Kirche ist in einem Mischstil erbaut. Es dominiert der neuromanisch-byzantinische Stil, der mit gotischen Elementen ergänzt wurde. Vollendet wurde die Kirche erst im Jahr 1896 durch die Errichtung einer sechs Meter hohen Marienstatue auf dem 50 m hohen Kirchturm.
Von außen dominiert das ziemlich nüchterne, graue Erscheinungsbild der aus in Gobertange gebrochenem  Brabanter Kalkstein erbauten Kirche. Dazu in starkem Kontrast steht der polychrome Innenraum. Dieser wurde letztmals von 1994 bis 1998 restauriert und bildet mit der neobyzantinischen Architektur ein harmonisches Ganzes.
Die Liebfrauenkirche steht seit 1973 unter Denkmalschutz.
Im Jahr 2014 brütete erstmals ein Wanderfalkenpaar im Turm der Kirche. Leider hatten sie keinen Bruterfolg.

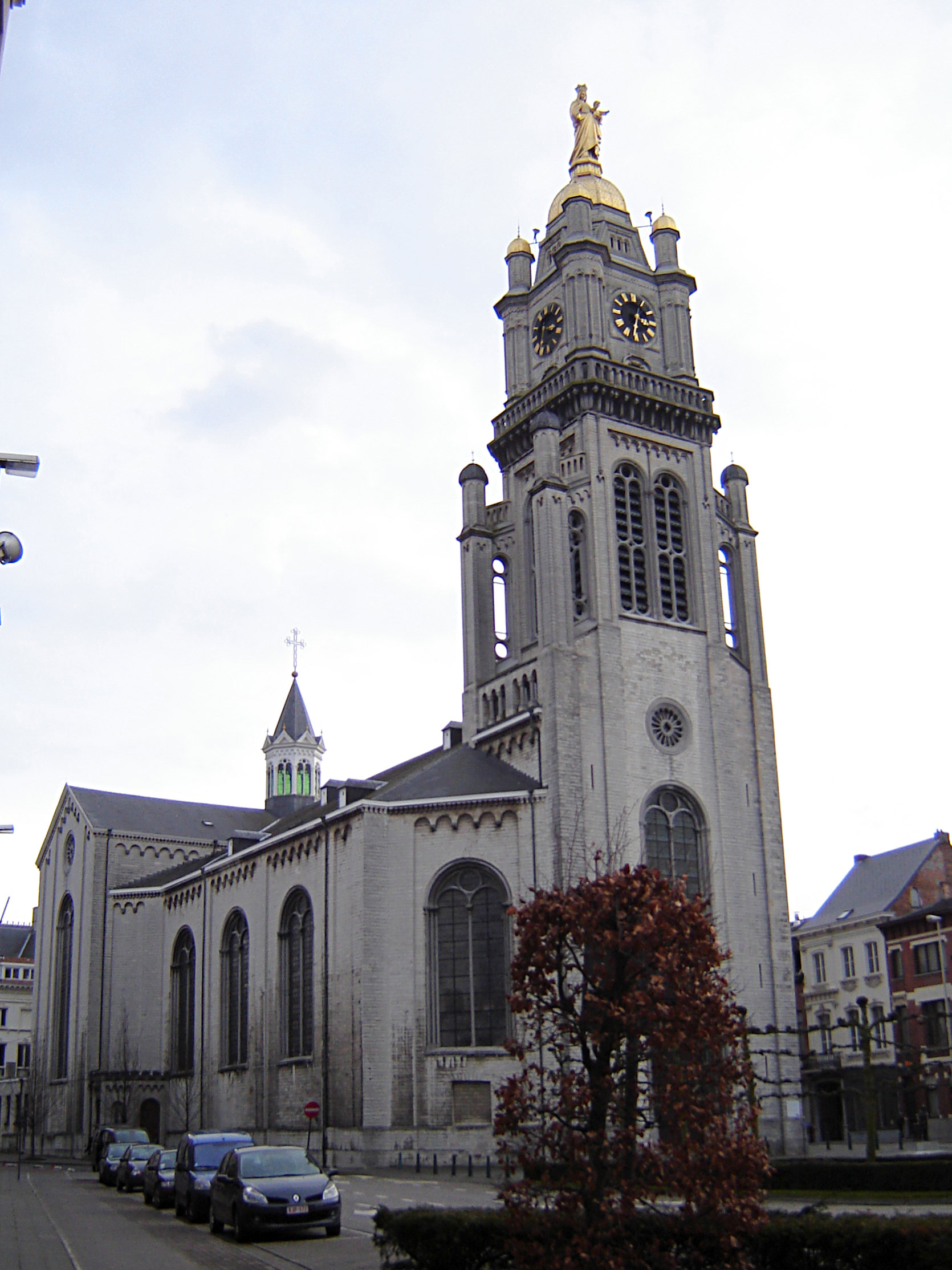
Liebfrauenkirche von außen
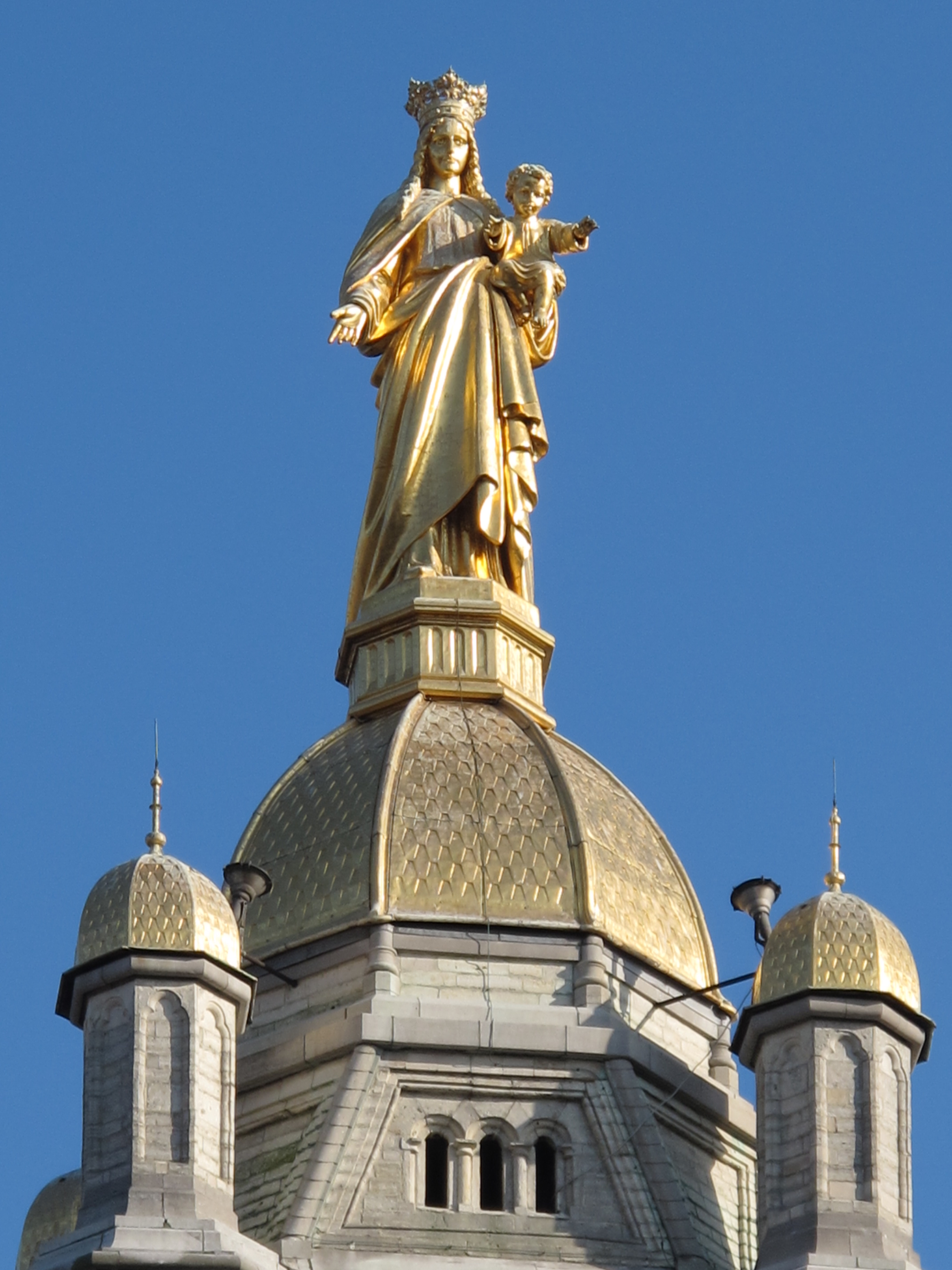
Marienstatue auf dem Turm
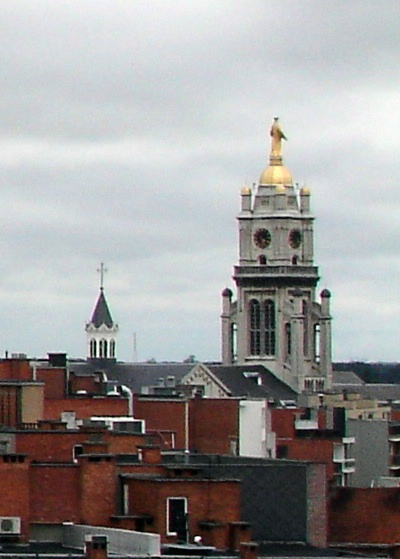
Kirche und Turm von Osten
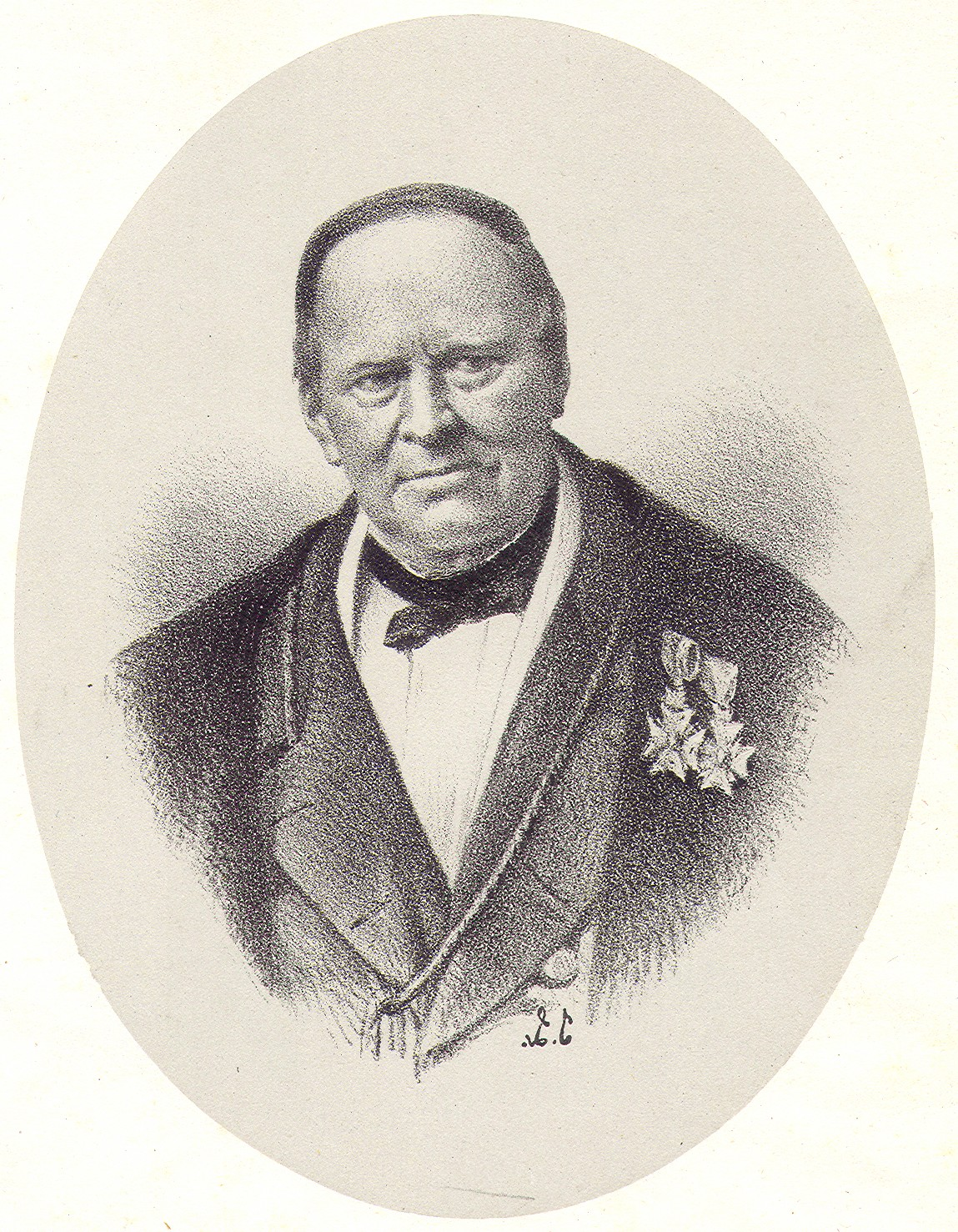
Architekt Lois Roelandt